# جسیکا لیرمونت
جسیکا لیرمونت (انگلیسی: Jessica Learmonth؛ زادهٔ ۱۸ آوریل ۱۹۸۸) ورزشکار ورزش سه‌گانه اهل بریتانیا است.
وی در مسابقات کشوری و بین‌المللی در مجموع برندهٔ ۲ مدال طلا، ۹ مدال نقره، ۴ مدال برنز شده‌است.